# Riesen Ludwigsbourg
 (décembre 2022).
Maillots
Le MHP Riesen Ludwigsburg est un club allemand de basket-ball issu de la ville de Ludwigsbourg. Le club appartient à la Basketball-Bundesliga soit le plus haut niveau du championnat allemand et il évolue également internationalement dans la Basketball Champions League.

## Historique
Il a porté le nom de EnBW Ludwigsburg jusqu'en 2013.

## Palmarès

### National
Monté en 1. Basketball-Bundesliga 1979/80
Monté en 1. Basketball-Bundesliga 1985/86
Vainqueur de la pokal 1992
Membres des 32 à la Korać-Cup 1993/94
Dessante 2. Bundesliga 2000
Monté en 1. Basketball-Bundesliga 2002
Demi-finaliste du championnat d’Allemagne 2005, 2006, 2014, 2015, 2016
3éme places lors des Pokal 2005 à Frankfurt
3éme places lors des Pokal -off 2007 à Hamburg
Demi-finalist des Pokal de la Basketball-Bundesliga 2007
Vainqueur des Pokal  de la Basketball-Bundesliga  2008
Viz champion d'Allemagne 2020
Champions de la Basketball-Bundesliga 2021

### International
Demi-finalist und 4. place de la Basketball Champions League 2018
Demi-finaliste und 3. place de la Basketball Champions League 2022

## Classement

### National

#### Basketball-Bundesliga
| Année        | Rang Basketball-Bundesliga | Rang Basketball-Bundesliga playoff |
| ------------ | -------------------------- | ---------------------------------- |
| 2020/21      | 1                          | 3-4                                |
| 2019/20 (de) | 2                          | 2                                  |
| 2018/19 (de) | 10                         |                                    |
| 2017/18 (de) | 3                          | 3-4                                |
| 2016/17 (de) | 8                          | 5-8                                |
| 2015/16 (de) | 5                          | 5-8                                |
| 2014/15 (de) | 8                          | 5-8                                |
| 2013/14 (de) | 8                          | 5-8                                |
| 2012/13 (de) | 17                         |                                    |
| 2011/12 (de) | 16                         |                                    |
| 2010/11 (de) | 9                          |                                    |
| 2009/10 (de) | 11                         |                                    |
| 2008/09 (de) | 11                         |                                    |
| 2007/08 (de) | 13                         |                                    |
| 2006/07 (de) | 2                          | 3-4                                |
| 2005/06 (de) | 6                          | 5-8                                |
| 2004/05 (de) | 8                          | 5-8                                |
| 2003/04 (de) | 13                         |                                    |
| 2002/03 (de) | 12                         |                                    |
| 1996/97 (de) | 14                         |                                    |
| 1995/96 (de) | 12                         |                                    |
| 1994/95 (de) | 5                          | 5-8                                |
| 1993/94 (de) | 12                         |                                    |
| 1992/93 (de) | 3                          | 3-4                                |
| 1991/92 (de) | 3                          | 3-4                                |
| 1990/91 (de) | 7                          | 5-8                                |
| 1989/90 (de) | 7                          | 5-8                                |
| 1988/89 (de) | 6                          | 5-8                                |
| 1987/88 (de) | 8                          | 5-8                                |
| 1986/87 (de) | 9                          |                                    |

#### 2. Basketball-Bundesliga
| Saison       | Liga                          | Platz |
| 2001/02 (de) | 2. Basketball-Bundesliga (de) | 1     |
| 2000/01 (de) | 2. Basketball-Bundesliga      | 5     |
| 1998/99 (de) | 2. Basketball-Bundesliga      | 2     |
| 1997/98 (de) | 2. Basketball-Bundesliga      | 5     |
| 1985/86 (de) | 2. Basketball-Bundesliga      | 1     |

#### Regionalliga
| Saison  | Liga         | Platz |
| 1999/00 | Regionalliga | 1     |

### International
| Année   | Rang                       |
| ------- | -------------------------- |
| 2021/22 | 3                          |
| 2020/21 | ?                          |
| 2018/19 | in Gruppenphase eliminiert |
| 2017/18 | 4                          |
| 2016/17 | 5-8                        |

## Joueurs et personnalités du club

### Entraîneurs
- 1989-1991 :  Georg Kämpf
- 1992-1993 :  Dan Palmer
- ? :  Charles Brigham
- 1997-1999 :  Peter Schomers
- 2001-2003 :  Peter Schomers
- 2003-2004 :  Bruno Socé
- 2004-2008 :  Silvano Poropat
- 2008-2009 : / Rick Stafford
- 2009-2010 :  Tolga Öngören
- 2010-2011 :  Markus Jochum
- 2011-2013 :  Steven Key
- 2013-2022:  John Patrick
- 2022- :  Josh King

### Joueurs emblématiques
- Jimmal Ball
- Jon Brockman
- Coleman Collins
- Jeff Greer
- Matt Howard
- Coby Karl
- D. J. Kennedy
- TJ Thompson
- Derrick Phelps
- Jens Kujawa
- Heiko Schaffartzik
- Lucca Staiger
- Andrius Giedraitis
- Donatas Zavackas
- Matthew Bryan-Amaning
- Steve Bucknall
- Shawn Huff
- Ismaïla Sy